# 伊莉莎白二世訪問愛爾蘭
英国君主伊丽莎白二世与丈夫爱丁堡公爵菲利普亲王于2011年5月17日至20日应爱尔兰总统瑪麗·麥卡利斯对爱尔兰展开的国事访问，是自1911年乔治五世访问爱尔兰岛全岛以来，在位英国君主首次造访爱尔兰，也是首位在爱尔兰共和国成立后造访的英国君主。此次访问象征爱尔兰与英国两国关系破冰，其安保规模创下爱尔兰历史之最。访问期间，女王参观了爱尔兰民族主义的象征地点，包括纪念花园及1920年血腥星期天大屠杀现场克羅克公園。女王还针对爱尔兰与英国两国的历史发表演说，得到外界表扬。尽管如此，此次访问还是受到共和派及社会主义派团体的批评，新芬党、联合左翼联盟、部分无党籍议会代表及部分规模较小的共和派及社会主义派反对，并在女王访问途径地点举行示威活动。
虽然此次行程是女王首次踏上爱尔兰共和国的领土，但女王在位期间曾多次造访爱尔兰岛，虽然范围仅限于北爱尔兰。而历任爱尔兰总统也亲自到伦敦拜访英女王，包括1993年5月玛丽·罗宾逊的拜访、1997年起麦卡利斯总统的多次拜访等。2014年4月，爱尔兰总统麥克·希金斯到英国回访，成为首位踏足英国的爱尔兰总统。

## 正式宣布
2011年3月4日，白金汉宫与爱尔兰总统府同时宣布女王年内将出访爱尔兰：
应爱尔兰总统诚挚邀请，女王将于年内对爱尔兰展开国事访问，届时爱丁堡公爵将陪同。
在此之前，两国政府就曾预告英女王访问会在未来成行，这份公告也因而受到高度关注。而早在2009年，英国驻爱尔兰大使就预言访问“势在必行”。

## 背景
早在1911年7月8日至12日，乔治五世就对爱尔兰展开访问，当时爱尔兰仍为大英帝国的一份子。访问期间，乔治五世访问了都柏林金斯敦（今邓莱里）、豹镇和梅努斯，为登基巡游的一部分。
媒体将女王的出访与爱丁堡公爵菲利普亲王的舅舅第一代緬甸的蒙巴頓伯爵路易·蒙巴頓1979年的出访作比较，后者在访问期间被臨時愛爾蘭共和軍的炸弹炸死。斯莱戈市长马特·莱昂斯（Matt Lyons）称当地的观光产业还在从炸弹事件的余波中恢复过来：“蒙巴顿伯爵遇害前，穆拉莫尔一直是许多英格兰人心驰神往之地，当地花了几年时间从中恢复，现在还没有完全恢复。”
1995年，女王长子威爾斯親王查爾斯（現查爾斯三世）在都柏林城堡与爱尔兰总理約翰·布魯頓共进晚餐。1995年和2010年，安妮长公主和約克公爵安德魯王子也访问了爱尔兰。2004年3月19日，查尔斯亲王以个人名义访问沃特福德郡利斯莫尔城堡，以庆祝哈廷顿勋爵六十大寿。
安妮长公主也多次访问爱尔兰。2004年2月17日的一次访问中，长公主在总统府会见玛丽·麦卡利斯总统，随后来到麦基军营（McKee Barracks）的陆军马术学校，到史密斯菲尔德老詹姆森酒厂（Old Jameson Distillery）出席颁奖典礼。
2001年9月22日，約克公爵安德魯王子到科克郡金赛尔出席金赛尔之战400周年纪念活动。2007年2月5日，约克公爵访问都柏林，以促进两地贸易联系，期间会见总统玛丽·麦卡利斯和总理伯蒂·埃亨。公爵还会见了爱尔兰中央银行行长约翰·赫利（John Hurley），访问了风电场公司空气电力，出席英国大使大卫·雷达威主持的晚宴。
1996年1月，威塞克斯伯爵爱德华王子访问都柏林，颁发爱尔兰总统奖。1999年8月27日，爱德华王子与威塞克斯伯爵夫人蘇菲访问都柏林城堡，出席国际奖项协会世界会议，会见总统麦卡利斯。
1993年，女王与爱尔兰总统瑪麗·羅賓遜在伦敦会面，为爱尔兰国家元首与英国君主的首次。1998年11月10日，爱丁堡公爵首次访问爱尔兰共和国。公爵乘坐英国皇家空军直升机飞抵爱尔兰总统府，揭晓爱尔兰总统奖的千禧年邂逅金奖（Millennium Gold Encounter）。2006年4月26日，菲利普亲王访问都柏林，出席总统奖，会见了伯蒂·埃亨。

## 初期反应

### 爱尔兰
爱尔兰总理恩达·肯尼将女王来访比作《贝尔法斯特协议》全面生效 。总统玛丽·麦卡利斯欢迎女王来访。北爱尔兰首席部长、民主统一党领袖彼得·罗宾逊认为此次访问是“我们两国外交关系正常化的标志”。新芬党党领袖格里·亚当斯不认为现在是英女王出访的好时机，因为时间恰逢都柏林和莫纳汉爆炸案周年祭，安排出访“非常不敏感”。不过，总统麦卡利斯认为现在“绝对是好时机”，并称来访是“爱尔兰历史的重大时刻”。女王出访前夕的一项民意调查显示77%的爱尔兰民众支持出访。后来亚当斯用和解一般的语气评价女王出访：“我希望看到爱尔兰和英国人民之间有一种真正意义上的、有意义的全新友好关系......英格兰女王的来访是英国当局明确展现该意图的良机。”新芬党北爱尔兰副首席部长马丁·麦吉尼斯拒绝应邀出席纪念花园及岛桥国家战争纪念花园的纪念仪式，称王室访问“为时过早”。
部分对女王出访产生的开销表示关切。社会党籍下议院议员乔·希金斯在爱尔兰众议院说：“打个比方，因为德国和法国银行的鲁莽赌博行为让爱尔兰陷入贫困泡沫，爱尔兰人要偿还他们的债务，即将沦为露宿者，能不能就此礼貌地要求女王支付她在爱尔兰访问期间的住宿及早餐费用，以救济一下爱尔兰人民？”据下院议员理查德·博伊德·巴雷特透露，此次访问的总费用约为3000万欧元（约合4200万美元、2600万英镑）。

### 英国
英国首相戴维·卡梅伦认为女王访问为两国外交关系的“重要一步”。前首相约翰·梅杰驳斥傑利·亞當斯早前说女王出访为时过早的言论，说访问“尘封过去、构筑未来”，是“过去几十年都没有的重大事件”。

### 安保
女王出访让暴力冲突有可能发生。愛爾蘭和平衛隊向北爱尔兰警察局借了两门水炮，以应付可能出现的骚乱。据蘇格蘭場透露，爱尔兰共和派人士在出访前夕发出炸弹威胁；这是北爱尔兰以外地区近十年来发出的首个加密警告，由爱尔兰的电话号码发出。不过这个威胁没有改变英国的爱尔兰恐怖主义威胁等级，等级仍维持为“适当”。都柏林也拉响恐怖主义警报。基尔代尔郡梅努斯一辆开往都柏林的巴士出现管状炸弹，和平卫队在受到警报后到场拆除。第二个可疑包裹于女王出访第一天在都柏林出现，但检查后发现是恶作剧。5月17日，都柏林郊区英奇科和菲尔威据报出现炸弹威胁。
2014年4月，前爱尔兰和平卫队队长马丁·卡利南称爱尔兰共和军打算杀害女王，逮捕行动已经展开。纪念花园附近的多塞特街出现爆炸装置。就连女王航班从伦敦出发的时候，大家都在怀疑它能不能在爱尔兰安全落地，对此首相戴维·卡梅伦在唐宁街的情况室召开紧急会议。

### 媒体报道
愛爾蘭廣播電視与维珍媒体一台实时报道女王出访情况。爱尔兰广播电视台透过电视、电台及网络转播。5月17日晚，也就是女王出访第一天，由汤米·戈尔曼主持的特别纪录片《女王与我们》（The Queen and Us）播出。与女王出访有关的纪录片还包括爱尔兰广播电视台的《禁忌之爱：皇室》（Forbidden Love: The Royals，由罗莎琳·莱恩汉旁白）及英国广播公司的新闻特别节目《女王在爱尔兰》（The Queen in Ireland）。
英国广播公司、天空新闻台、有线电视新闻网、法兰西24、新华社和俄通社-塔斯社等外国媒体也发表了活动。全球有1.2万篇报纸文章及近1400条新闻短片展示了出访过程。
爱尔兰广播电视一台在圣诞季结束后播出特别节目《女王演讲》（The Queen's Speech），回顾这次访问。

## 行程
女王多次公开亮相的时候，旁观者大多只能隔着安全围栏在远处观看。访问最后一天，女王在科克的街道上步行，与民众互动。在此之前，女王会见经过筛选的民众代表。
三天行程中，女王下榻凤凰公园的国宾馆法姆林斯莊園。
英方代表团共有10人。

### 5月17日：第一天
中午时分，女王与爱丁堡公爵的专机准时降落凯斯门特机场。愛爾蘭副總理兼外交部长埃蒙·吉尔摩到场迎接。女王身着斯图尔特·帕尔文（Stewart Parvin）翡翠绿裙，外面有一件大衣，头戴蕾切尔·特雷弗-摩根。来自都柏林香基尔的少女蕾切尔·福克斯（Rachel Fox）为她献上花环。
伊丽莎白二世之后乘车来到凤凰公园的爱尔兰总统府，得到麦卡利斯总统与丈夫马丁欢迎。女王和菲利普亲王在留言簿上签名。女王视察愛爾蘭國防軍仪仗队，该队由爱尔兰陆军第5步兵营托马斯·福尔摩斯上尉（Captain Thomas Holmes）率领。现场鸣响21响礼炮。在总统府午餐前夕，女王在花园的和平钟（Peace Bell）旁栽种橡树。
更换完衣服，女王来到都柏林纪念花园，会见司法兼国防部长阿伦·沙特。女王与麦卡利斯总统向在爱尔兰独立运动期间去世的人士敬献花圈。随后女王来到三一學院圖書館，观看19世纪的《凯尔经》和15世纪的三一学院竖琴，与多位学者握手。女王在法姆林斯莊園度过了私人的夜晚。
根据官方发表的行程表，女王在中午12点30分抵达总统府，下午3点15分前往纪念花园，3点40分来到三一学院。

### 5月18日：第二天
女王到访吉尼斯啤酒厂博物馆及政府大厦，到爱尔兰国家战争纪念花园敬献花圈，之后回法姆林斯莊園享用午餐。受邀参加国家战争纪念花园仪式的人士有阿尔斯特防卫协会领袖，该协会引发了不小的争议。
女王来到克羅克公園体育场，也就是1920年大量足球比赛观众被英军开枪打死的现场。蓋爾運動協會部分官员拒绝出席克罗克公园的活动，但协会主席克里斯蒂·库尼欢迎女王到来，表示“谨代表爱尔兰及全世界的盖尔运动协会成员欢迎陛下参观我们在克罗克公园的总部”。女王会见爱尔兰四郡的蓋爾式足球和板棍球运动，体验了奧法利郡的传统棒球。
庆祝女王到访的国宴晚间在都柏林城堡举行。总统麦卡利斯讲话敬酒后，女王针对爱尔兰和英国的关系发表演讲。演讲内容由女王与副私人秘书撰写，得到爱尔兰媒体及政界表扬，包括新芬党党主席傑利·亞當斯。演讲以爱尔兰语（尊敬的总统及朋友们）开头，引起总统麦卡利斯转身对同桌的其他人“哇”了三声。其后女王提到北爱尔兰和平进程，说“以前人们对未来的唯一希望已经实现，将近13年前大量爱尔兰与北爱尔兰人民投票通过1998年《耶稣受难日协议》，为北爱尔兰成为现今令人兴奋和鼓舞人心的地方铺平道路”。

### 5月19日：第三天
女王在基尔代尔郡塔利的爱尔兰国家马场逗留了一个半小时，来到了基尔代尔郡基尔库伦的阿迦汗四世吉尔敦（Gilltown）马场。女王与阿迦汗四世一家及其他宾客共进午餐。晚间，女王来到都柏林会议中心，观看英国大使馆安排的晚会，期间接待了爱尔兰总统。晚会内容包括爱尔兰与英国时装展及45分钟的音乐会，表演嘉宾包括酋长乐队、西城男孩、大河之舞等，主持人盖伊·伯恩担任晚会司仪。英国大使朱利安·金表示“在这场纪念女王出访的专门活动中，女王、爱丁堡公爵与麦卡利斯总统等2000人邀请全爱尔兰的贵宾欣赏爱尔兰最精彩的音乐、舞蹈、剧场及时装”。晚会尾声，女王登上舞台，在场人士起立鼓掌。

### 5月20日：第四天
在去科克的路上，会见蒂珀雷里郡卡舍尔的卡瑟爾岩逗留，得到新芬党籍镇长迈克尔·布朗（Michael Browne）欢迎。之后女王来到费萨德，视察全世界最大的马匹养殖场酷摩尔马场。多年来，女王一直把马送到这里饲养。参观完马场，女王与约翰·马格尼尔及多位赛马产业大亨等嘉宾共进午餐。
在科克，女王参观了王子街（Princes Street）的英格蘭市場，打破行程沿大巡游街与市民互动，之后到科克大学的廷德尔国家研究所参观。傍晚时候，女王从科克机场乘坐航班回国，结束四天的行程。

## 抗议活动

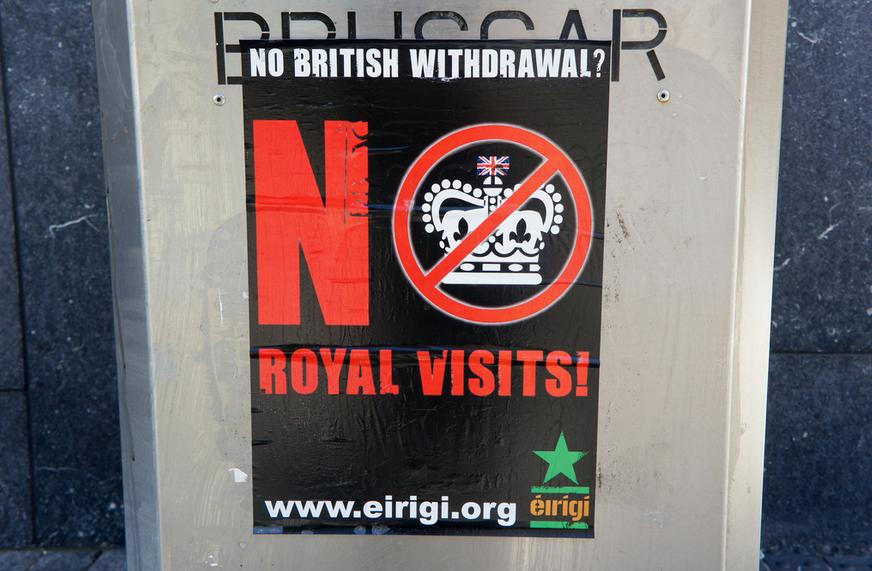
在科克，有民众贴海报抗议女王访问。

5月17日晚6点30分，爱尔兰反战运动在都柏林奥康奈尔街都柏林郵政總局举行和平集会，抗议女王到访，前英军士兵及一名在阿富汗遇难的英军士兵家属出席。约100人抗议英军出兵阿富汗和伊拉克。共和派社会主义政党起來在都柏林摩尔街和平集会。共和新芬黨与32郡主权运动在多塞特街及哈德威克街（Hardwicke Street）交界处与爱尔兰和平卫队爆发冲突，部分人放飞气球。
5月18日，女王参观克羅克公園期间，新芬党在附近举行小型抗议活动。女王访问都柏林城堡期间，起来党与32郡主权运动两个组织的数百人在基督教会座堂抗议，8人被捕。

## 影响
2012年6月，北爱尔兰副首席部长、新芬党籍的马丁·麦吉尼斯与来访北爱尔兰的女王握手。广泛意见认为女王出访爱尔兰的活动十分成功，部分人认为这是新芬党决定与女王会面的一个因素。阿爾斯特統一黨主席恩佩勋爵提到新芬党拒绝在都柏林与女王会面引发公众的负面反应，使得双方的会面势在必行。新芬党党主席傑利·亞當斯认为会面“时间恰当、理由充分、做法正确”。
此次出访很大程度上为2014年爱尔兰总统迈克尔·希金斯访问英国创下契机。